# Eksplozja demograficzna
Eksplozja demograficzna, bomba demograficzna – określenie szybkiego tempa przyrostu rzeczywistego liczby ludności w danym regionie. Przyjmuje się, że o eksplozji demograficznej możemy mówić, gdy przyrost rzeczywisty przekracza 3%, oznacza to podwojenie liczby ludności w ciągu 24 lat, czyli w ciągu jednej generacji.
Zasadniczą przyczyną tego zjawiska jest spadek liczby zgonów (wydłużenie czasu trwania życia) ludności, co jest wynikiem poprawy warunków życia, zwłaszcza rozwoju medycyny, przy zachowaniu dotychczasowego wysokiego współczynnika urodzeń.
Współcześnie zjawisko charakterystyczne dla krajów mniej rozwiniętych, gdzie dominuje tradycyjny model wielodzietnej rodziny, a jednocześnie poprawienie się poziomu i dostępności świadczeń medycznych, ogranicza liczbę zgonów, zwłaszcza wśród niemowląt i dzieci.